# KYUR
KYUR (con sede en Anchorage) es un canal de televisión, compuesta por las afiliadas a ABC (con una señal digital para The CW) que cubren el estado de Alaska bajo el eslogan de Alaska's Superstation (Super-estación de Alaska), junto a las estaciones KATN y KJUD. Es propiedad de Vision Alaska.

## Historia
KYUR salió al aire el 31 de octubre de 1967, y su sigla original era KHAR-TV. Era la tercera estación televisora en Anchorage, luego de KTVA y KTUU-TV. Su transmisor se ubica en Knik.
En sus inicios la estación era independiente, pero luego obtuvo la afiliación con NBC en 1970. Se cambió a ABC en 1971, el mismo año en que se cambió su sigla a KIMO.
La televisora tuvo los noticieros más vistos en Anchorage entre 1977 y 1986, luego del cual los índices de audiencia fueron liderados por KTUU.
"Alaska's Superstation" fue creada en 1995. El 1 de enero de 2011, KIMO cambió su sigla a KYUR.